# Offenbach am Main
Offenbach am Main là một thành phố thuộc bang Hessen, Đức. Thành phố có diện tích 4,9 km2, dân số thời điểm năm 2006 là 116.923là người. Thành phố nằm ở phía nam của sông Main. Thành phố thuộc vùng đô thị Frankfurt - Rhine-Main. Thành phố là trung tâm ngành da. Thành phố có bảo tàng da Đức (Deutsches Leder Museum).